# Sint-Janskerk (Wierden)
De Sint-Janskerk, nu ook 'Grote Kerk', 'Oude Kerk', 'Dorpskerk' of 'Nederlands Hervormde Kerk' genoemd, is een protestantse kerk in de Nederlandse gemeente Wierden. Deze kerk was oorspronkelijk gewijd aan twee heiligen: Johannes de Evangelist en Johannes de Doper. De naam Sint-Janskerk is met de nieuwbouw van een katholiek godsdiensthuis in de vergetelheid geraakt. De naam wordt door sommige Wierdenaren nog gebruikt, maar de kerk staat tegenwoordig vooral bekend als Dorpskerk.

## Locatie
De kerk stond op het hoogste punt in de gemeente Wierden toen deze in de 15e eeuw werd gebouwd. Tot 1920 was dit een van de weinige plekken in de omgeving die hoger lag dan de hoogste waterstand in de winter. Pas toen de ontginningen in de gemeente Wierden goed op gang kwamen, werd er definitief een einde gemaakt aan de wateroverlast. Vanaf deze tijd kon de gemeente gaan groeien richting de ontgonnen gronden. Lang was de plaats waar het kerkgebouw stond de dorpskern.

## Bouwgeschiedenis
De kerk werd gebouwd na 1405 op de nieuw aangelegde dijk van Almelo naar Wierden. Ze werd gebouwd ter vervanging van een kerk die meer in het centrum van Wierden stond. Ongeveer achter de plek van het tegenwoordige Wevershuisje en de huidige katholieke kerk, ook de Sint-Janskerk genaamd. Het huidige kerkgebouw is een modern gebouw uit 1927. Het oudste deel van de kerk is de westelijke muur, die aan de oostelijke kant van de toren is ingemetseld uit het begin van de 15e eeuw. De toren, die in eigendom is van de gemeente Wierden, is vermoedelijk rond 1493-1494 gebouwd. Het is een bakstenen, uitwendig rechthoekige, inwendig nagenoeg vierkante, toren. Hij is opgetrokken met gebruikmaking van de oudere westgevel. De door bakstenen waterlijsten gescheiden geledingen dragen een van vier- tot achtzijde ingesnoerde spits. In de westgevel bevindt zich een segmentboogingang en daarboven een spitsboogvenster. Binnen zijn langs de wanden sporen zichtbaar van een verdwenen kruisribgewelf.

## Interieur
Van het oude interieur is niets bewaard gebleven. Alleen op oude foto's is nog een impressie te zien van het oude interieur. Het heeft eertijds een herenbank gehad. Het was het grafelijk gestoelte voor de Heren en Vrouwen van Huis en heerlijkheid Almelo. Over de rechten van deze herenbank zijn verschillende processen gevoerd, die te vinden zijn in het Historisch Centrum Overijssel in Zwolle.

## Klokken
In de toren hangt een klok met een middellijn van 97 cm met in gotische minuskels: Jhesus . Maria . Johannes . Gherardus . de . Wou. me. fecit. Anno. DM.M.CCCC.XCV. Dit betekent: Jezus Maria Johannes Geert van Wau heeft mij gemaakt in het jaar onzes Heeren 1495. Het is een hardnekkig misverstand dat deze luidklok een aanwijzing geeft over het bouwjaar van de toren, hoewel er een jaartal (1495) op staat. Meester-klokkengieter Van Wou uit Kampen (1450-1527) was een van de beroemdste luidklokkengieters uit de geschiedenis van West-Europa. Hij had de gewoonte zijn klokken te gieten aan de voet van de toren waarvoor de klok bestemd was. Daarmee is het echter niet gezegd dat deze klok ook hier is gegoten. Uit het archief van Huis Almelo blijkt namelijk dat er in 1521 drie klokken hingen die alle drie gebroken waren. Er werd in dat jaar een inzameling gehouden om de drie te repareren. De Van Wou-klok vertoont geen sporen van reparatie en moet dus van elders afkomstig zijn.

## Geschiedenis van de Dorpskerk (Sint-Johannes de doperskerk)
In 1433 is er een kerk gesticht in Wierden door een van de voorouders van de graven van Rechteren, de heren van Almelo. De graaf gaf toestemming om op een bepaalde aangewezen plaats een godsdiensthuis te stichten. Priester Lubbertus Woestehof beloofde de heer van Almelo dat hij in Wierden zal gaan wonen en kerk te stichten. De eerste kerk heette de Sint-janskerk en zal waarschijnlijk een houten gebouwtje zijn geweest wat relatief kort na aanbouw werd afgebroken. Ook had dit gebouw een kerkhof waar de armere doden van de kerkelijke gemeente begraven werden. De rijke overledenen werden in de kerk begraven. Dit gebeurde tot 1829, toen werd het verboden om de doden in en rond om de kerk overledenen te begraven. Er kwam een nieuwe begraafplaats aan de Appelhofstraat. De nieuwe middeleeuwse kerk, die ook naar alle waarschijnlijkheid ook de naam: Sint-Janskerk droeg, had rond de 200 zitplaatsen en werd rond het jaar 1500 gebouwd, dit gebouw had ook een Cachot. In de reformatie werd deze Katholieke kerk omgedoopt tot een hervormd protestantse kerk. In 1824 was deze kerk te klein en werd er een nieuwe kerk gebouwd. Deze kerk heette de waterstaatskerk en had rond de 300 zitplaatsen. Kort daarna in 1848 was deze nieuwe kerk weer te klein en werd er een groot stuk bij de waterstaatskerk aangebouwd. De westelijke muur werd afgebroken en er werd een nieuw gebouw tegen de bestaande kerk gebouwd. Om te zorgen dat de kerk niet instortte werd er witte pilaren geplaatst waar eerst de muur was. Deze nieuwe kerk had rond de 500 zitplaatsen. De nieuwe dorpskerk, die in 1929 werd gebouwd had 650 zitplaatsen. Zij werd de naam Sint-Johannes de Doperskerk gegeven. Deze nieuwe kerk had de vorm van een Grieks kruis. In 1931 werd het cachot dat nog tegen de kerktoren aanstond gesloopt. Kort na aanbouw van de nieuwe kerk was deze weer te klein. Er werd besloten galerijen te bouwen ten overzijde van de preekstoel en rechts van de preekstoel (gezien vanaf de preekstoel). Toen de galerijen af waren had de dorpskerk zitplaatsen voor 800 mensen. Meer recent, in 2006 werd Hebron gebouwd tegen de kerk aan, Hebron wordt gebruikt voor alle publieke zaken die de kerk organiseert.

## Het orgel van de Dorpskerk van Wierden
De dorpskerk is in het bezit van een Pels-orgel dat in 1944 in gebruik werd genomen. Het is een elektrisch-pneumatisch-sleeplade orgel. Dit orgel verving het Naber orgel, dit orgel was bedoeld om 200 mensen te begeleiden tijdens het zingen en niet 650, dit was ook de reden dat het in 1942 werd verkocht. De speeltafel van het nieuwe Pels-orgel kwam uit Duitsland, hier waren aanvankelijk wat problemen mee, maar dit was moeilijk recht te zetten wegens de Duitse autoriteiten die Nederland in die tijd bestuurden. Pas 1957 werd het Pels orgel, na vele tegenslagen compleet in de Dorpskerk geplaatst. Er zijn sinds die tijd tegenslagen met het orgel. Het orgel moet gemiddeld om de 15 jaar gestemd worden, al in 1967 moest het hele orgel opnieuw gestemd/gerestaureerd worden. Het orgel bestaat (sinds 1957) uit 2516 pijpen.

## Afbeeldingen
Van de oudste kerk is alleen een prent van Hendrik Spilman bewaard gebleven, die zich in het Stedelijk Museum Zwolle bevindt.